# Maurice Cheeks
Maurice « Mo » Edward Cheeks (né le 8 septembre 1956, à Chicago, Illinois) est un joueur puis entraîneur américain de basket-ball. Il est l'entraîneur des Trail Blazers de Portland de 2001 à 2005, des 76ers de Philadelphie de 2005 à 2008 puis des Pistons de Détroit de 2013 à février 2014.

## Biographie

### Carrière de joueur
Cheeks évolue à l'université West Texas A&M (en) de 1974 à 1978. Il est élu joueur de la Missouri Valley Conference  durant trois saisons consécutives.
À sa sortie de l'université, il est sélectionné au 36e rang du second tour de la draft 1978 de la NBA par les 76ers de Philadelphie. Cheeks joue 15 années en tant que meneur de jeu (dont 11 avec les 76ers), participant à quatre All-Star Games. Il aide les 76ers à atteindre trois Finales NBA en quatre ans dans les années 1980 (en 1980, 1982 et 1983), incluant un titre de champion en 1983.
Dans l'histoire de la NBA, il se classe au troisième rang des interceptions et au 8e rang pour les passes décisives.
En 2018, il est intronisé au Basketball Hall of Fame.

### Carrière d'entraîneur
Il est entraîneur adjoint du Thunder d'Oklahoma City entre 2009 et 2013 puis entre 2015 et 2020.
Le 10 juin 2013, il est nommé entraîneur des Pistons de Détroit. Il est renvoyé le 9 février 2014 en ayant un bilan avec les Pistons de 21 victoires et 29 défaites.
Cheeks est recruté comme entraîneur adjoint des Bulls de Chicago en 2020. À la fin de la saison 2023-2024, il quitte ce poste.

## Pour approfondir